# Abandono de sí

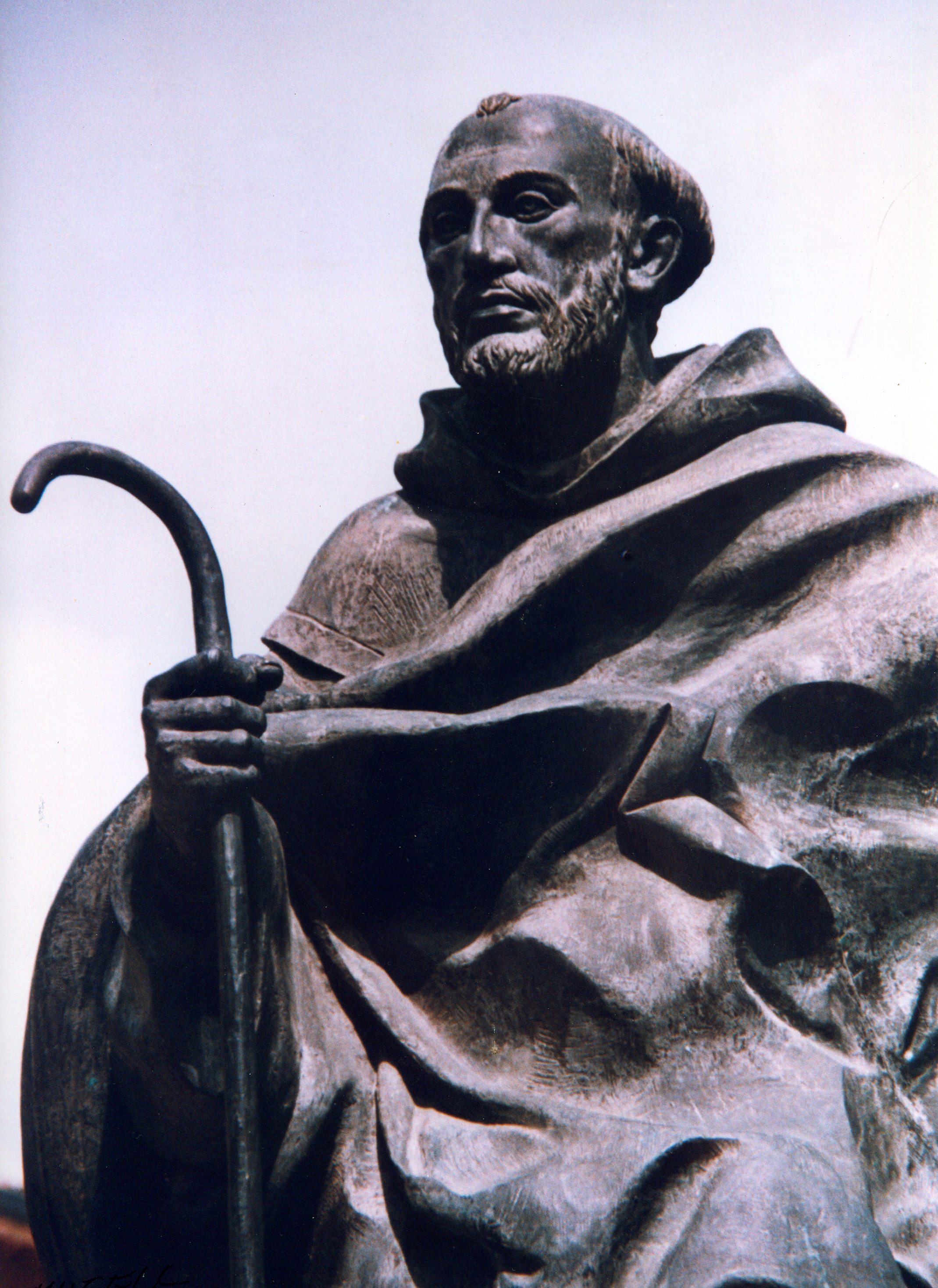
A San Juan de la Cruz, obra de Rafael Pi Belda, ubicada en Caravaca de la Cruz, (Murcia). Este místico cristiano describió la "noche oscura", que algunos autores asocian con el "abandono de sí mismo".

Abandono o más propiamente, abandono de sí, es el término utilizado por escritores de obras ascéticas y místicas cristianas para referirse a la primera etapa de la unión del alma con Dios al conformarse con su voluntad.
Es descrito como el primer paso en la vía unitiva o perfecta para acercarse a Dios mediante la contemplación, de la cual es el preludio. Este paso implica la purificación pasiva a través de la cual la persona pasa a aceptar pruebas y sufrimientos permitidos por Dios para volver a las almas hacia Él. Implica también la desolación que viene sobre el alma cuando se renuncia a lo que gratifica desordenadamente a las criaturas, a consuelos naturales, con el fin de buscar a Dios, y la pérdida por un tiempo de la conciencia de fuertes y ardientes impulsos de las virtudes de fe, esperanza, y caridad. Finalmente, esta etapa trae consigo la aridez o la falta de gusto ferviente por la oración y por otras actividades espirituales por las que antes solía tenerlo. Suele no hallar gusto en las cosas de Dios, pero tampoco lo halla en ninguna de las cosas creadas.
Según algunos, el abandono de sí es equivalente a la "noche oscura", descrita por San Juan de la Cruz, o la oscuridad del alma en un estado de purificación, sin luz, en medio de muchas dudas, riesgos y peligros.
La expresión abandono de sí también es usada erradamente para expresar una condición del alma quietista, que excluye no sólo todo esfuerzo personal, sino incluso deseos, y dispone a la persona a aceptar el mal con la fatalista razón de que éste no puede ser evitado.